# Джаксън Менди
Джаксън Менди (на френски: Jackson Mendy) е сенегалски професионален футболист, защитник, национал на Сенегал, от зимата на 2016 година е състезател на Левадиакос.
Роден е в Мон Сент Енян, Северна Франция, на 25 май 1987 година. Семейството му е от сенегалски имигранти.

## Състезателна кариера
Менди е играл за отборите на Оксер, Кьовил, ФК Париж и вторият тим на Рен (Фр) и Ханза (Росток), преди през 2009 година да заиграе за втория тим на Фрайбург. Впечатлява с играта си и от януари 2010 г. в първия тим, с който играе до август 2010 година. През август 2010 г., Менди, подписва с френския тим Гренобъл Фут.
На 31 юли 2011 г., се присъединява към първодивизионния тим на АС Аячо, след като Гренобъл изпада от Лига 2 през сезон 2010-11. На 6 януари 2012 г., подписва договор за две години с гръцкия тим ФК Левадиакос. На 18 юли 2013 г., подписва договор за 1+1 години с българския тим ЦСКА. Два дни по-късно той прави официалния си дебют за клуба като играе 90 минути срещу ПФК Локомотив (Пловдив).
На 17 юни 2014 г. подписва с Литекс (Ловеч) като свободен агент.

## Национален отбор на Сенегал
На 11 май 2010 г. получава първата си повиквателна за сенегалския национален отбар за приятелски мач срещу Дания на 27 май 2010 година.